# Palazzo Orsini a Pasquino
Palazzo Orsini detto "a Pasquino" era un palazzo eretto nel secolo XV dalla famiglia Orsini nel rione Parione, tra piazza Navona e piazza Pasquino, e demolito alla fine del secolo XVIII.
Il palazzo prese tale soprannome dopo che nel XVI secolo durante lavori di risistemazione della pavimentazione presso l'edificio, venne ritrovato un frammento di statua del III sec. d.C. cui si dette tale nome ed addossato ad uno degli angoli del palazzo medesimo.

## Storia

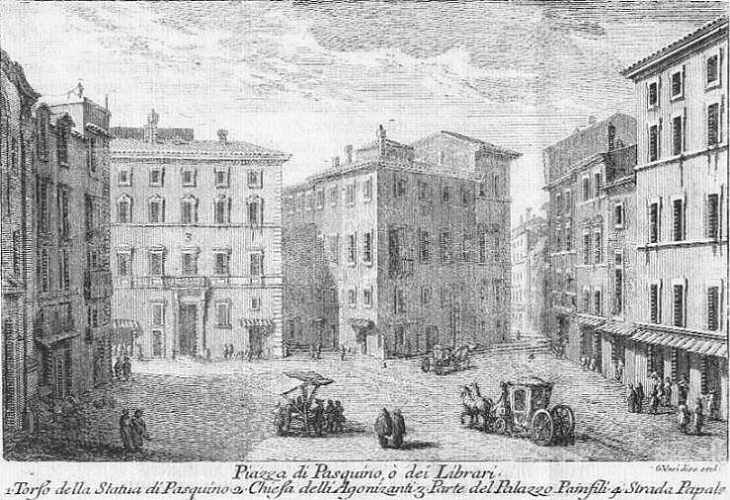
Il palazzo su piazza Pasquino

Il palazzo fu costruito dopo il 1435, sull'area di un precedente edificio appartenente alla famiglia romana di Cencio Mosca, per volere del prefetto di Roma Francesco Orsini che lo aveva acquistato e da cui prese il nome; l'ingresso principale era su piazza Navona. Un secondo fabbricato fu costruito nel 1501 per volere del cardinale Oliviero Carafa, che ne fu affittuario, che provvide a sistemare il frammento di statua nella sua attuale collocazione. Nel 1516 fu fatta erigere sul luogo di una precedente, dal cardinale Antonio Maria Ciocchi del Monte, una torre tra piazza Navona e via della Cuccagna su progetto di Antonio da Sangallo il Giovane. Durante il XVII secolo, forse ad opera di Orazio Torriani, subì ulteriori trasformazioni con la costruzione di un nuovo braccio sul lato di piazza S. Pantaleo.
Il palazzo passato in eredità al ramo di Gravina e poi al ramo degli Orsini di San Gemini che vi dimoravano quando erano a Roma, tornò agli inizi del secolo XVII al ramo di Bracciano per eredità di dote di Giustiniana, ultima del ramo di San Gemini, andata in moglie a Ferdinando figlio di Virginio Orsini, dove si stabilì e visse la sua famiglia, ivi morirono Don Lelio principe di Vicovaro, che vi aveva stabilito la sua abituale residenza, insieme al fratello maggiore il cardinale Virginio, e Don Flavio ultimo duca di Bracciano, che vi andò ad abitare stabilmente con la moglie dopo la cessione del complesso di Monte Giordano.
Nel 1690 il palazzo era stato messo all'asta dalla Congregazione dei Baroni, che fu aggiudicata ai Colonna di Carbognano sotto condizione di concedere a Flavio e Lelio il diritto di abitazione per sei anni, rinnovati alla scadenza da Alessandro VIII per altri sei anni.
Nel palazzo vi fu raccolta da Lelio e dai suoi antecessori, una ricca collezione d’arte, molto nota già agli inizi della seconda metà del XVII secolo, con opere e disegni di Raffaello, Bronzino, Tintoretto. Taddeo Zuccari, Tiziano, Annibale Carracci e diversi altri, che venne lasciata alla Confraternita delle Stimmate. Pervenuto nel 1725 dopo la morte della vedova Marie Anne de La Trémoille, che lo aveva riscattato dai Colonna, usufruttuaria del palazzo, nelle mani di Ferdinando Bernualdo Filippo Orsini d'Aragona, venne poi acquistato dai Caracciolo di Santobuono insieme ad alcuni preziosi dipinti facenti parte della quadreria degli Orsini e in ultimo da Pio VI per farne la dimora della famiglia Braschi, che lo demolirono per la costruzione nel 1791 del palazzo omonimo.

## Galleria d'immagini

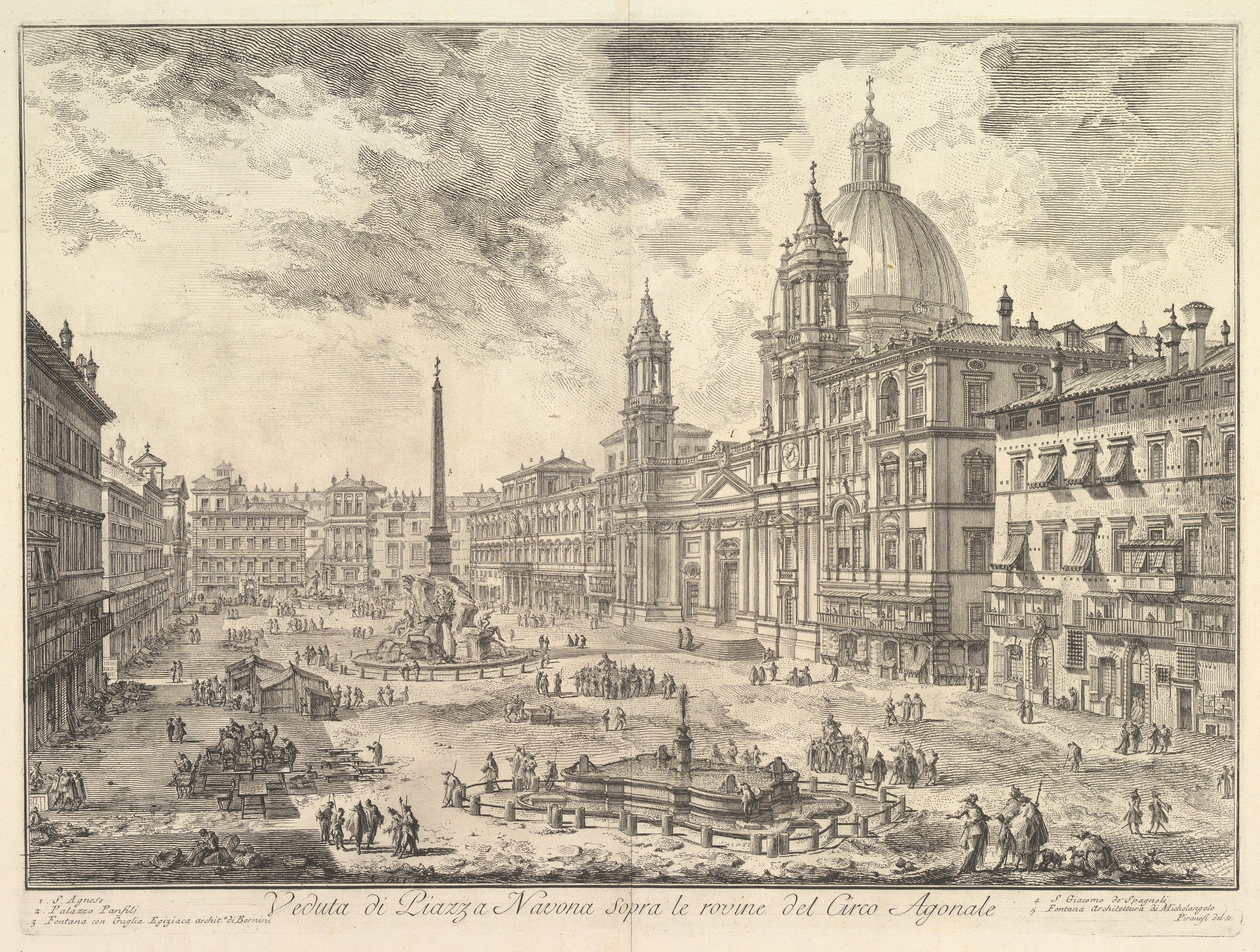
Sul luogo di Palazzo Braschi, l'antico Palazzo Orsini detto "a Pasquino"
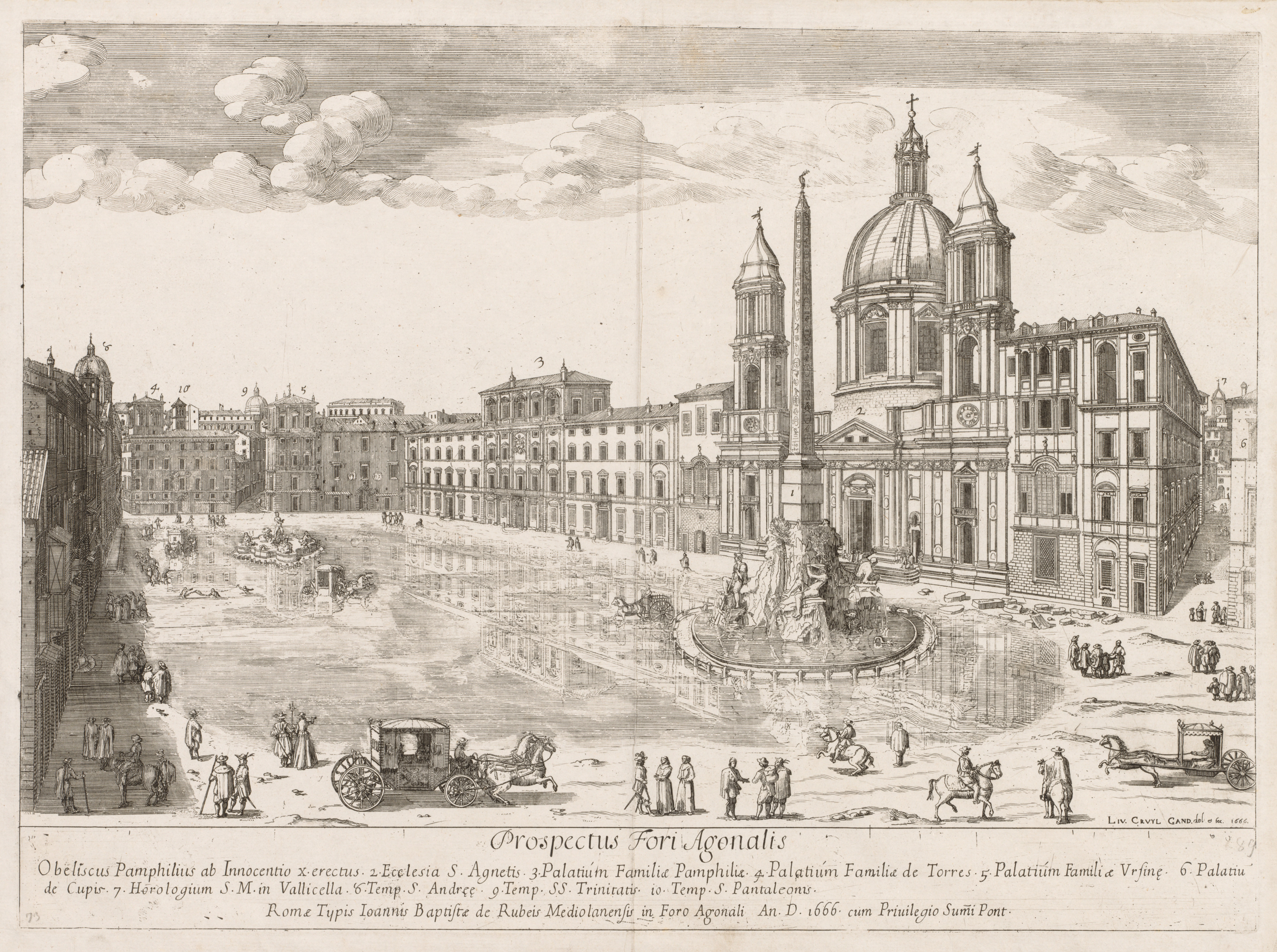
Al n.6 della stampa, veduta di palazzo Orsini su piazza Navona.